# Allan Starski
Allan Starski (Varsavia, 1º gennaio 1943) è uno scenografo polacco.

## Biografia
Figlio del cantautore e sceneggiatore Ludwik Starski, si è laureato nella natale Varsavia nel 1969 presso l'Accademia di Belle Arti. Il suo primo lavoro come scenografo è stato eseguito nel 1973 in un film di Ryszard Bera. In seguito ha collaborato con Andrzej Wajda per diverse pellicole e in produzioni teatrali anche con Aleksander Bardini, Arthur Miller e Andrzej Łapicki. Nel 1994 ha vinto l'oscar alla migliore scenografia per Schindler's List - La lista di Schindler di Steven Spielberg. Ha collaborato anche con Roman Polański, Peter Webber e Mark Roemmich.

## Filmografia parziale
- La linea d'ombra (1976)
- L'uomo di marmo (1977)
- Fuga da Sobibor (1987)
- Schindler's List - La lista di Schindler (1993)
- Padre Daens (1993)
- The Body (2001)
- Il pianista (2002)
- EuroTrip (2004)
- Oliver Twist (2005)
- Hannibal Lecter - Le origini del male (2007)
- Poklosie (2012)